# جيمس بي كي أس
لي جيمس إدجوما (بالفرنسية: Lee-James Edjouma)‏، المعروف في الوسط الفني باسم جيمس بي كي أس (بالفرنسية: James BKS)‏. وهو مغني راب، ملحن ومنتج موسيقي كاميروني-فرنسي ولد في يوم 18 نوفمبر 1982 في باريس، فرنسا.